# De diepte
«De diepte» (с англ. — «Глубина») — песня нидерландской певицы S10, с которой представляла Нидерланды на конкурсе песни «Евровидение-2022». Песня была выпущена 4 марта 2021 года.

## Предыстория
Песня рассказывает о самых личных воспоминаниях Стин ден Холландер. По словам Ден Холландер, песня представляет собой «дань печали и воспоминаниям, которые вы носите с собой. Каждый человек переживает трудные времена в своей жизни. Это то, что у всех нас есть общего, и я надеюсь, что [люди] будут чувствовать себя менее одинокими, когда [они] послушают эту песню».

## Евровидение
24 мая 2021 года, вскоре после финала конкурса песни «Евровидение-2021», голландская телекомпания AVROTROS объявила о своём участии в следующем выпуске и открыла прием заявок для заинтересованных исполнителей, чтобы представить отборочной комиссии до трех песен, крайний срок был 31 августа 2021 года. Отборочный комитет состоял из Эрика ван Штаде, Корнальда Мааса, Яна Смита, Сандера Лантинги, Коэна Свиненберга и Джойс Ходельманс. Процесс отбора проводился под руководством главы делегации Нидерландов Ларса Лоренко.
7 декабря 2021 года AVROTROS объявил S10 участником из Нидерландов. 25 января 2022 года была объявлена творческая команда для поддержки S10 в подготовке к её вступлению, состоящая из творческого руководителя Ваутера ван Рансбика, режиссёра Марникса Каарта и дизайнера по свету Хенка Яна ван Бика. 21 февраля Фриц Хаффнагель заявил, что песня будет представлена 3 марта, что было подтверждено телекомпанией на следующий день.
Нидерланды выступила в первом полуфинале и прошла в финал.
В финале песня заняла 11 место.

## Чарты
| Чарт (2022)                                 | Высшая позиция |
| ------------------------------------------- | -------------- |
| Бельгия/Фландрия (Ultratop 50)              | 4              |
| Greece (IFPI Greece)                        | 60             |
| Iceland (Plötutíðindi)                      | 23             |
| Lithuania (AGATA)                           | 8              |
| Нидерланды (Dutch Top 40)                   | 1              |
| Нидерланды (Single Top 100)                 | 1              |
| Sweden (Sverigetopplistan)                  | 44             |
| Великобритания (UK Singles Downloads Chart) | 38             |